# Damon Stoudamire
Damon Lamon Stoudamire (Portland, Oregon, SAD, 3. rujna 1973.) je bivši američki košarkaš.
Studirao je na Arizonskom sveučilištu, za čiju je momčad igrao. Toronto Raptorsi su ga 1995. izabrali na draftu u 1. krugu kao 7. izbor.

## Vanjske poveznice
- NBA.com